# アイスランドのピジン・バスク語
アイスランドのピジン・バスク語（バスク語: Euskara-islandiera pidgina、英: Basque-Icelandic pidgin）は、17世紀アイスランドで話されていたバスク語を基調とするピジン言語である。バスク語およびゲルマン諸語・ロマンス諸語の語彙から構成されている。
アイスランドの西部フィヨルド地方に渡ったバスク人の捕鯨漁師が、地元民との初歩的なコミュニケーション手段として用いた。西部フィヨルド地方に残された写本の多いことから当地に発達したとも考えられるが、他の多くのヨーロッパ言語から影響を受けているため、他の地域で生じたのちにバスク人航海者によってアイスランドにもたらされた可能性が高い。バスク語の語彙のほか、オランダ語・英語・フランス語・ドイツ語・スペイン語などが混合している。アイスランドのピジン・バスク語は、したがってアイスランド語ではない他の複数の言語とバスク語とのピジンである。 Basque-Icelandic pidgin という名前は、アイスランドで記録され、アイスランド語に翻訳されたことに由来する。
ピジン・バスク語の語釈を含む写本は数えるほどしか見つかっておらず、言語に関して詳細なことは分かっていない。

## アイスランドでの捕鯨
| フランス・ラブール地区の港町ゲタリーの紋章（左）と、スペイン・ビスカヤ県、オンダロアの紋章（右）。バスク地方沿岸の人々にとっての捕鯨の重要性を示している。 |  | フランス・ラブール地区の港町ゲタリーの紋章（左）と、スペイン・ビスカヤ県、オンダロアの紋章（右）。バスク地方沿岸の人々にとっての捕鯨の重要性を示している。 |
| フランス・ラブール地区の港町ゲタリーの紋章（左）と、スペイン・ビスカヤ県、オンダロアの紋章（右）。バスク地方沿岸の人々にとっての捕鯨の重要性を示している。 |  | |

バスク人の捕鯨活動は第一に商業捕鯨であった。彼らは北大西洋の遠方、さらにブラジルにまで活動を広げていた。アイスランドにおける捕鯨活動は1600年前後に始まった。1615年、船の難破と地元民との衝突により、バスク人漁師が虐殺される事件（スペイン人の虐殺）が起こった。バスク人はアイスランドへの渡航を続けたが、17世紀後期には、むしろフランスとスペインの漁師がアイスランドの水産資源に目を付けるようになった。

## 語釈
原著者不明の語釈集がわずかに数冊見つかっている。うち2冊は、18世紀の学者ヨウン・オウラフソン・フラウ・グルンナヴィークの資料の中に発見された次の2冊である。
- Vocabula Gallica - 17世紀後半の成立。全16ページ、517の語彙と短文、46個の数詞が書かれている[8]。
- Vocabula Biscaica - 18世紀にヨウン・オウラフソンが書き残した写本で、原本は散逸している。229の語彙と短文、49個の数詞を記す。いくつかのピジン語句を含んでいる[3]。

これらの写本は1920年代中葉にアイスランドの文献学者ヨウン・ヘルガソンがコペンハーゲン大学のアウルトニ・マグヌッソン写本コレクションの中に発見したものである。彼は写本を書き写し、アイスランド語の語彙をドイツ語に翻訳し、その写しをオランダ・ライデン大学の言語学者 C.C.ウーレンベック教授に手渡した。ウーレンベックの退官後、その写本は彼の院生であるデーンの手に渡った。デーンはバスク研究者のフリオ・デ・ウルキホの指導を得て、1937年、アイスランドのピジン・バスク語彙に関する博士論文を上梓した。この著書 Glossaria duo vasco-islandica はラテン語で書かれたが、注釈書中の語句の大部分はドイツ語・スペイン語にも訳された。
1986年、ヨウン・オウラフソンの手稿がデンマークからアイスランドに戻された。
今日、バスク・ピジン語の第三の語彙集があったことも知られている。アイスランドの言語学者スヴェインビョルン・エギルソンがある書簡の中で、「奇妙な語句と注釈」を含む2ページの文書に言及しており、そのうちの11語を抄出している。注釈書そのものは失われているが、書簡はアイスランド国立図書館に保存されている。なお、彼の抄出した例の中にピジン語の要素は含まれていない。
第四の語釈集が2008年にハーバード大学のホートン図書館で発見された。これはドイツの歴史家コンラッド・フォン・マウレーが1858年にアイスランドを訪れた際に収集したもので、写本は18世紀末か19世紀初頭に遡る。元の所有者は、その写本がバスク語のテキストを含むものとは認識していなかった。ピジン・バスク語の語彙は2ページだけ記載されており、他のページはグリモワールなどの無関係の話題に割かれていた。ページに「ラテン語語釈」と題されていることから、写本の書き手がそれをバスク語と認識していなかったことが明らかである。多くの項目が誤植を含んでおり、不慣れな筆記者の手によるものと推測される。語彙の大半はデーンの語釈書には対応を見ないもので、散逸したピジン・バスク語の注釈書の写本であると思われる。不確かながら全68語句を記載する。

## 例

### 短文
Vocabula Biscaica にはピジン要素を含む以下のような短文が含まれている。
| 原文                                                                | 現代バスク語                                                   | アイスランド語釈                                              | 英語訳                                                       | 文番号    |
| ------------------------------------------------------------------- | -------------------------------------------------------------- | ------------------------------------------------------------- | ------------------------------------------------------------ | --------- |
| presenta for mi                                                     | Emadazu                                                        | giefdu mier                                                   | Give me                                                      | 193 & 225 |
| bocata for mi attora                                                | Garbitu iezadazu atorra                                        | þvodu fyrer mig skyrtu                                        | Wash a shirt for me                                          | 196       |
| fenicha for ju                                                      | Izorra hadi!                                                   | liggia þig                                                    | Fuck you!                                                    | 209       |
| presenta for mi locaria                                             | Emazkidazu lokarriak                                           | giefdu mier socka bond                                        | Give me garters                                              | 216       |
| ser ju presenta for mi                                              | Zer emango didazu?                                             | hvad gefur þu mier                                            | What do you give me?                                         | 217       |
| for mi presenta for ju biskusa eta sagarduna                        | Bizkotxa eta sagardoa emango dizkizut                          | Eg skal gefa þier braudkoku og Syrdryck                       | I will give you a biscuit and a sour drink                   | 218       |
| trucka cammisola                                                    | Jertse bat erosi                                               | kaufftu peisu                                                 | Buy a sweater                                                | 219       |
| sumbatt galsardia for                                               | Zenbat galtzerditarako?                                        | fyrer hvad marga socka                                        | For how many socks?                                          | 220       |
| Cavinit trucka for mi                                               | Ez dut ezer erosiko                                            | eckert kaupe eg                                               | I buy nothing                                                | 223       |
| Christ Maria presenta for mi Balia, for mi, presenta for ju bustana | Kristok eta Mariak balea ematen badidate, buztana emango dizut | gefe Christur og Maria mier hval, skal jeg gefa þier spordenn | If Christ and Mary give me a whale, I will give you the tail | 224       |
| for ju mala gissuna                                                 | Gizon gaiztoa zara                                             | þu ert vondur madur                                           | You are an evil man                                          | 226       |
| presenta for mi berrua usnia eta berria bura                        | Emadazu esne beroa eta gurin berria                            | gefdu mier heita miölk og nyt smior                           | Give me hot milk and new butter                              | 227       |
| ser travala for ju                                                  | Zertan egiten duzu lan?                                        | hvad giorer þu                                                | What do you do?                                              | 228       |

### 単語
| 原文      | 由来する言語          | 由来する語       | 英語訳                          |
| --------- | --------------------- | ---------------- | ------------------------------- |
| atorra    | バスク語              | atorra           | shirt                           |
| balia     | バスク語              | balea            | baleen whale                    |
| berria    | バスク語              | berria           | new                             |
| berrua    | バスク語              | beroa            | warm                            |
| biskusa   | バスク語              | bizkoxa          | biscuit                         |
| bocata    | バスク語              | bokhetatu        | to sieve, to percolate, to pass |
| bustana   | バスク語              | buztana          | tail                            |
| eta       | バスク語              | eta              | and                             |
| galsardia | バスク語              | galtzerdia       | the sock                        |
| gissuna   | バスク語              | gizona           | the man                         |
| locaria   | バスク語              | lokarria         | the tie, the lace(s)            |
| sagarduna | バスク語              | sagardoa         | the cider                       |
| ser       | バスク語              | zer              | what                            |
| sumbatt   | バスク語              | zenbat           | how many                        |
| travala   | 古バスク語            | trabaillatu      | to work                         |
| usnia     | バスク語              | esnea            | the milk                        |
| bura      | バスク語              | burra            | butter                          |
| cavinit   | 古オランダ語          | cavinit          | nothing at all / not a bit      |
| for mi    | 英語/低地ドイツ語     | for me / för mi  | for me                          |
| for ju    | 英語/低地ドイツ語     | for you / för ju | for you                         |
| cammisola | スペイン語            | camisola         | shirt                           |
| fenicha   | スペイン語            | fornicar         | to fornicate                    |
| mala      | フランス語/スペイン語 | mal              | bad, evil                       |
| trucka    | スペイン語            | trocar           | to exchange                     |

項目の中にスペイン語・フランス語由来の単語はかなり多いが、これはこの言語の特徴というよりは、フランスとスペインの長きにわたるバスクへの影響力の結果である。加えて、アイスランドに渡った多くのバスク人漁夫はフランス語かスペイン語も話す多言語話者だったと考えられる。Vocabula Biscaica の末尾に、アイスランド語の ja 'yes' の訳としてバスク語の bai と フランス語の vÿ (oui) を併記しているのはその傍証である。

### 他の語句
以下の例は近年見つかったハーバード大学文書からの抄出である。
| 原文           | 17世紀バスク語        | アイスランド語釈    | 英語訳                       |
| -------------- | --------------------- | ------------------- | ---------------------------- |
| nola dai fussu | Nola deitzen zara su? | hvad heitir þu      | what's your name?            |
| jndasu edam    | Indazu eda-te-ra      | gief mier ad drecka | give me (something) to drink |
| jndasu jaterra | Indazu ja-te-ra       | gief mier ad eta    | give me (something) to eat   |
| jndasunirj     | Indazu niri           | syndu mier          | show me                      |
| Huna Temin     | Hunat jin             | kom þu hingad       | come here                    |
| Balja          | balea                 | hvalur              | a whale                      |
| Chatucumia     | katakume              | kietlingur          | a kitten                     |
| Bai            | Bai                   | ja                  | yes                          |
| Es             | Ez                    | nei                 | no                           |

最初の例文、nola dai fussu は標準バスク語では Nola deitu zu? と表記される。これは正確なバスク語の文 Nola deitzen zara su? を簡略化したものである。

## 文法
Vocabula Biscaica の文は、たとえばバスク語に見られる能格語尾がないなど、他のピジン言語と同様に単純化された構造をもつ。形容詞は名詞に対して前置される。これはゲルマン諸語では一般的だが、ロマンス諸語やバスク語では一般的ではない（たとえば、原文227のberrua usnia eta berria bura（斜体が形容詞）はバスク語では esne beroa eta gurin berria となる）。語順に関して、ピジン・バスク語に影響を与えた多くの言語がSVO型なのに対し、ドイツ語やバスク語では基本語順はSOV型である。ピジン・バスク語の分類は一概に決定できないが、for mi presenta for ju biscusa や bocata for mi attora（斜体が動詞）などの文例は、動詞が目的語の前に置かれたこと（SVO型）を示している。

## 関連文献
- Miglio, Viola Giula (2008). “"Go shag a horse!": The 17th-18th century Basque-Icelandic glossaries revisited”. Journal of the North Atlantic I:  25–36. doi:10.3721/071010.
- Etxepare, Ricardo; Miglio, Viola Giula (PDF), A Fourth Basque-Icelandic Glossary